# 那古布·萨维里斯
那古布·萨维里斯（英語：Naguib Sawiris；1954年6月15日—）是一名埃及企业家和政治人物，曾任埃及电信公司Wind Telecom和Orascom Telecom Holding 集团(OTH)的执行局主席，2011年5月转入政治领域。

## 简介
那古布拥有瑞士苏黎世联邦理工学院的商业管理专业和机械工程专业的硕士学位，其曾任的OTH集团于1998年建立了埃及第一家移动电话运营商——Mobinil。OTH在全球有2万名雇员以及11家GSM运营商。值得一提的是朝鲜的首家（也是目前唯一一家）移动电话服务公司——Koryolink就是由OTH与朝鲜官方合作投资设立的。
2011年4月3日，他和其他人领导创建了埃及的自由主义政党——自由埃及人党，目的是让埃及保持成为一个自由的非宗教的世俗主义国家。
2015年，那古布所管理的公司Media Globe Networks购入欧洲新闻台53%股权。

## 个人生活
其父亲昂西 (Onsi) 是Orascom集团的创立者。他是家中长子，他有两个弟弟，分别名为纳萨夫 (Nassef) 和萨米赫 (Samih)。
2010年《福布斯》杂志将他列为全球第374名富人，个人资产为25亿美金。
他是亞歷山大科普特正教會信徒。